# Friedrich-Wilhelm Dopatka
 Friedrich-Wilhelm Dopatka  (* 1946) ist ein deutscher Jurist und war Staatsrat in Bremen sowie Staatssekretär in Berlin.

## Biografie
Dopatka, geboren in Schleswig-Holstein, studierte in den 1960/70er Jahren Rechtswissenschaften. Er promovierte zum Dr. jur. Der damalige Sozialdemokrat trat 1974 in den bremischen Staatsdienst ein und war zunächst Pressereferent und persönlicher Referent von Justizsenator Wolfgang Kahrs (SPD).
1980 wechselte er als Richter zum Sozialgericht Bremen. Zuständig war er für die Anerkennung von Schwerbehinderten sowie für das Unfallversicherungsrecht, die berufliche Rehabilitation. 
1984 wurde Dopatka Senatsrat und Abteilungsleiter beim damaligen Bremer Senator für Arbeit Claus Grobecker (SPD). Er war  unter anderem für die Rechtsaufsicht über Krankenkassen und Unfallversicherungsträger verantwortlich. 1986 wechselte er zum Senator für Jugend und Soziales unter Bürgermeister Henning Scherf, wo er als Abteilungsleiter für die soziale Sicherheit im Rahmen der Sozialhilfe einschließlich Krankenhilfe und psychiatrische Versorgung tätig war.
1987 erfolgte, als Nachfolger von Senatsdirektor Kurt Niedergesäß, seine Ernennung zum Staatsrat bei der Senatskommission für das Personalwesen (SKP), geleitet von Senator Volker Kröning (SPD). Bis 1995 regierte in Bremen eine Ampelkoalition. Die SKP war sozialdemokratisch besetzt. Nach der Wahl 1995 übernahm eine Große Koalition die Regierung und die SKP wurde vom Finanzsenator Ulrich Nölle (CDU) geführt, so dass der Sozialdemokrat Dopatka  seinen Posten verlor. Er eröffnete mit Senator a. D. Wolfgang Kahrs eine Anwaltskanzlei in Burglesum. Bei Radio Bremen sprach  Dopatka 2000 zum Thema: "Darf man den Staat in einen Irrgarten von GmbHs zerlegen, die im Gegensatz zum Parlament und zur Verwaltung nicht mehr dem Gemeinwohl, sondern dem Wohl von Unternehmen verpflichtet sind?"
2001 wurde Dopatka als Nachfolger für Klaus-Theo Schröder zum Staatssekretär der Berliner Senatorin für Gesundheit, Soziales und Arbeit Gabriele Schöttler (SPD) berufen. Er war danach Vorsitzender des Kuratoriums Stiftung Jüdisches Krankenhaus Berlin.
Im Februar 2011 trat er aus der SPD aus, um Mitglied der Bremer und Bremerhavener Wählergemeinschaft zu werden. Für diese Gruppierung kandidierte er auf Listenplatz 10 erfolglos bei der Wahl für die Bremische Bürgerschaft am 22. Mai 2011.

## Werke
- Das Bundesverfassungsgericht und seine Umwelt
- Das neue KGSt-Politikerhandbuch, mit Hans Hack und Hartmut Gustmann. 1999, ISBN 3898041158.